# Kolë Kamsi
Kolë Kamsi (ur. 23 września 1886 w Szkodrze, zm. 25 lutego 1960 w Tiranie) – albański pisarz i folklorysta. Publikował prace poświęconym arboreskim oraz albańskim pisarzom, m.in. Pashkovi Vasie, Filipowi Shiroce, Gjergjowi Fishcie, Luigjowi Gurakuqiemu, Fanowi Nolemu, Justinowi Rrocie, Ismailowi Qemalemu i Edith Durham.

## Życiorys
Ukończył szkołę podstawową oraz średnią w Szkodrze, pracował następnie jako nauczyciel języka albańskiego we Wlorze, w latach 1915–1916 pełnił funkcję dyrektora w jednej z męskich szkół podstawowych w tymże mieście. W 1921 roku wrócił do Szkodry, gdzie nauczał we franciszkańskiej szkole, a następnie nauczał języka albańskiego w miejskim gimnazjum. W 1924 roku był dyrektorem szkoły podstawowej Teuta w Szkodrze, rok później prowadził kurs pedagogiczny w Korczy.
W 1926 roku założył szkołę handlową we Wlorze. Piastował następnie funkcję dyrektora w Instytucie Handlowym we Wlorze (1927), Instytutu Kobiecego „Donika Kastrioti” w Szkodrze (1936), Instytutu „Nana e Skanderbegut” w Tiranie (1939) oraz gimnazjum w Szkodrze (1942).
W 1940 roku został członkiem Instytutu Studiów Albańskich, a w 1944 roku dołączył do Albańskiego Instytutu Studiów i Sztuki; prowadził także badania albańskiego folkloru oraz był kolekcjonerem. W 1948 roku pracował w Instytucie Nauk w Tiranie, jednak wrócił do Szkodry, gdzie w 1957 roku został wykładowcą folkloru w Wyższym Instytucie Pedagogicznym.

## Książki literatury dziecięcej[2]
- Jeta e ré
- Lulet e mendimit
- Mësime përmbi natyrën

## Wybrane prace[2]
- Fjalori i arbërishtes
- Manuale pratico della lingua albanese (1930)
- Dizionario italiano-albanese (1938)
- Shkrimtarët shqiptarë (1941)
- Goja e popullit tonë (1943)[1]

### antologie
- Rreze Drite
- Shkollë e jetë (1935)
- Te Praku i jetë (1940)

## Życie prywatne
Jego ojcem był Palokë Kamsi.